# Nsanaragati
Nsanaragati, ou Nsanarati, est une localité du Cameroun, située dans la Région du Sud-Ouest et le département de la Manyu. Elle est rattachée administrativement à la commune d'Eyumodjock et au canton d'Eyumodjock rural.

## Population
La localité comptait 123 habitants en 1953, et 175 habitants en 1967, principalement du peuple Ejagham.
Lors du recensement de 2005 on y a dénombré 649 personnes.